# Test Lucasa-Lehmera
Test Lucasa-Lehmera – test pierwszości dla liczb Mersenne’a. Test został ułożony przez Edwarda Lucasa w 1856, a następnie ulepszony przez niego w 1878. W 1930 test został zmodyfikowany przez Derricka Henry’ego Lehmera.
Niech {\displaystyle M_{p}} oznacza liczbę Mersenne’a {\displaystyle M_{p}=2^{p}-1} dla pewnej nieparzystej liczby pierwszej {\displaystyle p} (tzn. liczby pierwszej większej od 2). Pierwszość liczby {\displaystyle p} można sprawdzić za pomocą prostego algorytmu podziału, gdzie {\displaystyle p} jest wykładniczo mniejsza od {\displaystyle M_{p}.} Definiuje się następujący ciąg liczb naturalnych {\displaystyle (S_{k}){:}}
{\displaystyle S_{k}={\begin{cases}4&{\mbox{gdy }}k=0,\\S_{k-1}^{2}-2&{\mbox{gdy }}k\neq 0.\end{cases}}}
Oto kilka początkowych wyrazów tego ciągu: 4, 14, 194, 37634, ... (ciąg A003010 w OEIS).
Test Lucasa-Lehmera orzeka, że liczba {\displaystyle M_{p}} jest pierwsza wtedy i tylko wtedy, gdy jest dzielnikiem wyrazu o numerze {\displaystyle (p-2)} w tym ciągu, co krótko zapisuje się kongruencją:
{\displaystyle S_{p-2}\equiv 0{\pmod {M_{p}}}.}
Resztę z dzielenia liczby {\displaystyle S_{p-2}} przez {\displaystyle M_{p}} nazywa się residuum Lucasa-Lehmera liczby {\displaystyle p.} Istotę testu można zatem streścić sformułowaniem:
liczba Mersenna {\displaystyle M_{p}} jest pierwsza wtedy i tylko wtedy, gdy residuum Lucasa-Lehmera liczby {\displaystyle p} równe jest zeru.
Za pomocą pseudokodu test można przedstawić w następujący sposób:
```
// Ustalamy, czy M
p
 = 2
p
 − 1 jest pierwsza

Lucas-Lehmer
(p)
    
niech
 s ← 4
    
niech
 M ← 2
p
 − 1
    
powtórz
 p − 2 
razy
:
        s ← ((s × s) − 2) mod M
    
jeśli
 s = 0 
zwróć
 PIERWSZA 
w przeciwnym razie
 
zwróć
 ZŁOŻONA
```

Działanie mod M w każdej iteracji zapewnia, że wszystkie pośrednie wyniki są co najwyżej {\displaystyle p}-bitowe (w innym przypadku liczba bitów byłaby dublowana w każdej iteracji).

## Złożoność czasowa
W powyższym algorytmie podczas każdej iteracji wykonywane są dwie kosztowne operacje: mnożenie s × s i operacja modulo mod M. Operacja mod M może być wykonywana szczególnie efektywnie na standardowych dwójkowych systemach poprzez dokonanie następującej obserwacji
{\displaystyle k\equiv (k\,{\bmod {\,}}2^{n})+\lfloor k/2^{n}\rfloor {\pmod {2^{n}-1}}.}
Mówi ona, że najmniej znaczące {\displaystyle n} bity spośród {\displaystyle k} plus pozostałe bity {\displaystyle k,} są równoważne {\displaystyle k} modulo {\displaystyle 2^{n}-1.} Równoważność może być stosowana powtarzalnie do momentu co najwyżej {\displaystyle n} bitów reszty. W tym postępowaniu reszta po wykonaniu dzielenia {\displaystyle k} przez liczbę Mersenne’a {\displaystyle 2^{n}-1} jest obliczona bez używania dzielenia. Na przykład:
{\displaystyle {\begin{aligned}916{\bmod {2}}^{5}-1&=1110010100_{2}{\bmod {2}}^{5}-1\\&=11100_{2}+10100_{2}{\bmod {2}}^{5}-1\\&=110000_{2}{\bmod {2}}^{5}-1\\&=1_{2}+10000_{2}{\bmod {2}}^{5}-1\\&=10001_{2}{\bmod {2}}^{5}-1\\&=10001_{2}\\&=17.\end{aligned}}}
Ponadto, ponieważ s × s nigdy nie przekroczy {\displaystyle M^{2}<2^{2p},} ta prosta technika zbiega w co najwyżej 1 {\displaystyle p}-bitowy dodatku (ewentualnie przeprowadza z {\displaystyle p}-tego bitu w pierwszy bit), co może być wykonane w liniowym czasie. Algorytm ten posiada wyjątkowy przypadek. Daje {\displaystyle 2^{n}-1} dla mnożenia modulo zamiast poprawnej wartości 0. Jednak ten przypadek jest łatwy do wykrycia i naprawienia.

## Przykłady
Liczba Mersenne’a M3 = 7 jest pierwsza. Test Lucasa-Lehmera sprawdza to w następujący sposób. Początkowo {\displaystyle s} jest ustalona i równa 4, później jest modyfikowana 3−2 = 1 raz:
- s ← ((4 × 4) − 2) mod 7 = 0.

Ponieważ końcowa wartość {\displaystyle s} wynosi 0, wnioskujemy, że M3 jest pierwsza.
Z drugiej strony, M11 = 2047 = 23 × 89 nie jest pierwsza. Powtórnie, {\displaystyle s} jest ustalona i równa 4, ale teraz jest modyfikowana 11−2 = 9 razy:
- s ← ((4 × 4) − 2) mod 2047 = 14
- s ← ((14 × 14) − 2) mod 2047 = 194
- s ← ((194 × 194) − 2) mod 2047 = 788
- s ← ((788 × 788) − 2) mod 2047 = 701
- s ← ((701 × 701) − 2) mod 2047 = 119
- s ← ((119 × 119) − 2) mod 2047 = 1877
- s ← ((1877 × 1877) − 2) mod 2047 = 240
- s ← ((240 × 240) − 2) mod 2047 = 282
- s ← ((282 × 282) − 2) mod 2047 = 1736

Ponieważ końcowa wartość {\displaystyle s} nie jest równa  0, wnioskujemy, że M11 = 2047 nie jest pierwsza. Mimo że M11 = 2047 posiada nietrywialne czynniki, test Lucasa-Lehmera nie daje żadnych wskazówek, jakie mogą one być.

## Dowód
Dowód poprawności testu przedstawiany tutaj jest prostszy niż oryginalny dowód podany przez Lehmera. Przywołajmy definicję
{\displaystyle s_{i}={\begin{cases}4&{\text{gdy }}i=0,\\s_{i-1}^{2}-2&{\text{w pozostałych przypadkach.}}\end{cases}}}
Naszym celem jest pokazanie, że {\displaystyle M_{p}} jest pierwsza wtedy i tylko wtedy, gdy {\displaystyle s_{p-2}\equiv 0{\pmod {M_{p}}}.}
Ciąg {\displaystyle \langle s_{i}\rangle } jest dany rekurencyjnie z rozwiązaniem w jawnej postaci. Niech {\displaystyle \omega =2+{\sqrt {3}}} oraz {\displaystyle {\overline {\omega }}=2-{\sqrt {3}}.} Poprzez indukcję dostajemy {\displaystyle s_{i}=\omega ^{2^{i}}+{\overline {\omega }}^{2^{i}}} dla każdego {\displaystyle i{:}}
{\displaystyle s_{0}=\omega ^{2^{0}}+{\overline {\omega }}^{2^{0}}=\left(2+{\sqrt {3}}\right)+\left(2-{\sqrt {3}}\right)=4}
i
{\displaystyle {\begin{aligned}s_{n}&=s_{n-1}^{2}-2\\&=\left(\omega ^{2^{n-1}}+{\overline {\omega }}^{2^{n-1}}\right)^{2}-2\\&=\omega ^{2^{n}}+{\overline {\omega }}^{2^{n}}+2(\omega {\overline {\omega }})^{2^{n-1}}-2\\&=\omega ^{2^{n}}+{\overline {\omega }}^{2^{n}}.\end{aligned}}}
Ostatni krok wykorzystuje {\displaystyle \omega {\overline {\omega }}=\left(2+{\sqrt {3}}\right)\left(2-{\sqrt {3}}\right)=1.} Jawna forma jest używana zarówno w dowodzie dostateczności, jak i konieczności.

### Dostateczność
Celem jest pokazanie, że {\displaystyle s_{p-2}\equiv 0{\pmod {M_{p}}}} implikuje, że {\displaystyle M_{p}} jest pierwsza. Bezpośredni dowód wykorzystujący elementarną teorię grup daną przez J. W. Bruce, jak nawiązuje Jason Wojciechowski.
Przypuśćmy, że {\displaystyle s_{p-2}\equiv 0{\pmod {M_{p}}}.} Wówczas
{\displaystyle \omega ^{2^{p-2}}+{\overline {\omega }}^{2^{p-2}}=kM_{p}}
dla pewnego całkowitego {\displaystyle k,} więc
{\displaystyle \omega ^{2^{p-2}}=kM_{p}-{\overline {\omega }}^{2^{p-2}}.}
Mnożąc przez {\displaystyle \omega ^{2^{p-2}},} otrzymujemy
{\displaystyle \left(\omega ^{2^{p-2}}\right)^{2}=kM_{p}\omega ^{2^{p-2}}-(\omega {\overline {\omega }})^{2^{p-2}}.}
Zatem
{\displaystyle \omega ^{2^{p-1}}=kM_{p}\omega ^{2^{p-2}}-1.\qquad \qquad (1)}
Dla uzyskania sprzeczności, przypuśćmy, że {\displaystyle M_{p}} jest złożona, i niech {\displaystyle q} będzie najmniejszym pierwszym czynnikiem liczby {\displaystyle M_{p}.} Liczby Mersenne’a są nieparzyste, więc {\displaystyle q>2.} Niech {\displaystyle \mathbb {Z} _{q}} będzie zbiorem liczb całkowitych modulo {\displaystyle q} i niech {\displaystyle X=\left\{a+b{\sqrt {3}}\mid a,b\in \mathbb {Z} _{q}\right\}.} Mnożenie w {\displaystyle X} jest zdefiniowane, jak następuje
{\displaystyle \left(a+{\sqrt {3}}b\right)\left(c+{\sqrt {3}}d\right)=[(ac+3bd)\,{\bmod {\,}}q]+{\sqrt {3}}[(ad+bc)\,{\bmod {\,}}q].}
Oczywiście to mnożenie jest działaniem wewnętrznym, to znaczy produkt liczb z {\displaystyle X} przechodzi w siebie. Rozmiar {\displaystyle X} oznaczamy przez {\displaystyle |X|.}
Gdy {\displaystyle q>2,} {\displaystyle \omega } i {\displaystyle {\overline {\omega }}} należą do {\displaystyle X}. Podzbiór elementów {\displaystyle X} z ich odwrotnościami tworzy grupę, którą oznaczamy {\displaystyle X^{*},} a jej rząd {\displaystyle |X^{*}|.} Jeden z elementów {\displaystyle X} nie posiada odwrotności, jest to 0, więc {\displaystyle |X^{*}|\leqslant |X|-1=q^{2}-1.}
Teraz {\displaystyle M_{p}\equiv 0{\pmod {q}}} i {\displaystyle \omega \in X,} więc
{\displaystyle kM_{p}\omega ^{2^{p-2}}=0}
w {\displaystyle X.}
Następnie, wykorzystując równanie (1),
{\displaystyle \omega ^{2^{p-1}}=-1}
w {\displaystyle X} i podnosząc obie strony do kwadratu, otrzymujemy
{\displaystyle \omega ^{2^{p}}=1.}
Zatem {\displaystyle \omega } należy do {\displaystyle X^{*}} i posiada odwrotność {\displaystyle \omega ^{2^{p}-1}.} Co więcej, rząd {\displaystyle \omega } dzieli {\displaystyle 2^{p}}, jednak {\displaystyle \omega ^{2^{p-1}}\neq 1,} więc nie dzieli on {\displaystyle 2^{p-1}}. Wobec tego rząd {\displaystyle \omega } wynosi dokładnie {\displaystyle 2^{p}.}
Rząd elementu jest nie większy niż rząd (rozmiar) grupy, więc
{\displaystyle 2^{p}\leqslant |X^{*}|\leqslant q^{2}-1<q^{2}.}
Ale {\displaystyle q} jest najmniejszym pierwszym czynnikiem rozkładu liczby złożonej {\displaystyle M_{p},} więc
{\displaystyle q^{2}\leqslant M_{p}=2^{p}-1.}
To prowadzi do sprzeczności {\displaystyle 2^{p}<2^{p}-1.} Dlatego {\displaystyle M_{p}} jest pierwsza.

### Konieczność
Z drugiej strony, celem jest pokazanie, że pierwszość {\displaystyle M_{p}} implikuje {\displaystyle s_{p-2}\equiv 0{\pmod {M_{p}}}.} Poniższy uproszczony dowód przedstawił Öystein J.R.
Gdy {\displaystyle 2^{p}-1\equiv 7{\pmod {12}}} dla nieparzystych {\displaystyle p>1,} z własności symbolu Legendre’a wynika, że {\displaystyle (3|M_{p})=-1.} To oznacza, że 3 jest podwójnym nieresiduum modulo {\displaystyle M_{p}.} Dzięki kryterium Eulera, jest to równoważne
{\displaystyle 3^{\frac {M_{p}-1}{2}}\equiv -1{\pmod {M_{p}}}.}
Natomiast 2 jest podwójnym residuum modulo {\displaystyle M_{p},} ponadto {\displaystyle 2^{p}\equiv 1{\pmod {M_{p}}}} i stąd {\displaystyle 2\equiv 2^{p+1}=\left(2^{\frac {p+1}{2}}\right)^{2}{\pmod {M_{p}}}.} Tym razem kryterium Eulera pozwala napisać
{\displaystyle 2^{\frac {M_{p}-1}{2}}\equiv 1{\pmod {M_{p}}}.}
Połączenie tych dwóch równoważnych relacji daje
{\displaystyle 24^{\frac {M_{p}-1}{2}}\equiv \left(2^{\frac {M_{p}-1}{2}}\right)^{3}\left(3^{\frac {M_{p}-1}{2}}\right)\equiv (1)^{3}(-1)\equiv -1{\pmod {M_{p}}}.}
Niech {\displaystyle \sigma =2{\sqrt {3}}} i zdefiniujmy {\displaystyle X} tak jak wcześniej jako pierścień {\displaystyle X=\{a+b{\sqrt {3}}\mid a,b\in \mathbb {Z} _{M_{p}}\}.} Wówczas w pierścieniu {\displaystyle X} otrzymujemy
{\displaystyle {\begin{aligned}(6+\sigma )^{M_{p}}&=6^{M_{p}}+\left(2^{M_{p}}\right)\left({\sqrt {3}}^{M_{p}}\right)\\&=6+2\left(3^{\frac {M_{p}-1}{2}}\right){\sqrt {3}}\\&=6+2(-1){\sqrt {3}}\\&=6-\sigma ,\end{aligned}}}
gdzie pierwsza równość wykorzystuje dwumian Newtona w skończonej dziedzinie, która przedstawia się
{\displaystyle (x+y)^{M_{p}}\equiv x^{M_{p}}+y^{M_{p}}{\pmod {M_{p}}},}
a druga równość wykorzystuje małe twierdzenie Fermata, które brzmi
{\displaystyle a^{M_{p}}\equiv a{\pmod {M_{p}}}}
dla każdej liczby całkowitej {\displaystyle a.} Wartość {\displaystyle \sigma } została wybrana tak, aby {\displaystyle \omega ={\frac {(6+\sigma )^{2}}{24}}.} Co za tym idzie, może być wykorzystana do wyliczenia {\displaystyle \omega ^{\frac {M_{p}+1}{2}}} w pierścieniu {\displaystyle X} jako
{\displaystyle {\begin{aligned}\omega ^{\frac {M_{p}+1}{2}}&={\frac {(6+\sigma )^{M_{p}+1}}{24^{\frac {M_{p}+1}{2}}}}\\&={\frac {(6+\sigma )(6+\sigma )^{M_{p}}}{24\cdot 24^{\frac {M_{p}-1}{2}}}}\\&={\frac {(6+\sigma )(6-\sigma )}{-24}}\\&=-1.\end{aligned}}}
To co pozostaje, to mnożenie obu stron równania przez {\displaystyle {\overline {\omega }}^{\frac {M_{p}+1}{4}}} i wykorzystanie {\displaystyle \omega {\overline {\omega }}=1,} co daje
{\displaystyle {\begin{aligned}\omega ^{\frac {M_{p}+1}{2}}{\overline {\omega }}^{\frac {M_{p}+1}{4}}&=-{\overline {\omega }}^{\frac {M_{p}+1}{4}}\\\omega ^{\frac {M_{p}+1}{4}}+{\overline {\omega }}^{\frac {M_{p}+1}{4}}&=0\\\omega ^{\frac {2^{p}-1+1}{4}}+{\overline {\omega }}^{\frac {2^{p}-1+1}{4}}&=0\\\omega ^{2^{p-2}}+{\overline {\omega }}^{2^{p-2}}&=0\\s_{p-2}&=0.\end{aligned}}}
Skoro {\displaystyle s_{p-2}} jest 0 w {\displaystyle X,} jest również 0 modulo {\displaystyle M_{p}.}

## Zastosowanie
Test Lucasa-Lehmera jest testem pierwszości używanym przez Great Internet Mersenne Prime Search do znajdowania dużych liczb pierwszych. Te poszukiwania są bardzo owocne i przyczyniły się do znalezienia wielu największych liczb pierwszych znanych dzisiaj. Test jest uważany za wartościowy, ponieważ potrafi zbadać pierwszość olbrzymich liczb zawartych w zbiorach o dużej liczbie elementów w przeciągu przystępnego wymiaru czasu. W odróżnieniu od równie szybkiego testu Pépina dla każdej liczby Fermata, który może być używany jedynie na wiele mniejszych zbiorach tak olbrzymich liczb, zanim zakres obliczeniowy się wyczerpie.
Uwagi: test jest bardzo szybki i bardzo prosty. Przy jego użyciu znaleziono największe dotąd znane liczby pierwsze. Test wymaga jak najszybszego algorytmu mnożenia np. szybkiej transformaty Fouriera. Ponieważ mnożenie liczb zapisanych w systemie liczbowym o danej podstawie jest w pewnym sensie splotem funkcji (cyfra jako wartość w funkcji potęgi podstawy), a transformata Fouriera splotu dwóch funkcji jest iloczynem ich transformat, zatem wielkie liczby naturalne można mnożyć szybko przez siebie, robiąc szybką transformatę Fouriera z ich cyfr, a następnie szybką transformatę odwrotną iloczynu tych transformat.

## Implementacje

### Kod wMathematica
Krótki kod w języku Mathematica (tutaj sprawdzający liczbę pierwszą Mersenne’a Davida Slowinskiego & Paula Gage’a z 4 stycznia, 1994 (znaną 33.) z wykładnikiem {\displaystyle p=859433}) w czasie nieco ponad 2 godzin na komputerze osobistym z procesorem Skylake o częstotliwości 2,9 GHz): Funkcja Mod[s, M] zwraca na końcu 0 jedynie jeśli {\displaystyle M} jest liczbą pierwszą.
```
M
 
=
 
2
^
859433
 
-
 
1
;

s
 
=
 
4
;

AbsoluteTiming
[

 
Monitor
[
Do
[

   
s
 
=
 
Mod
[
s
*
s
 
-
 
2
,
 
M
],
 
{
n
,
 
1
,
 
859433
 
-
 
2
}],
 
{
ProgressIndicator
[

    
n
,
 
{
1
,
 
859433
 
-
 
2
}],
 
n
}]];

Print
[
Mod
[
s
,
 
M
]]

```

### Kod w Python
Przykładowy kod w języku Python 3 wykorzystujący bibliotekę gmpy2, kod zawiera optymalizację dzielenia modulo (patrz wyżej – Złożoność czasowa) oraz monitorowanie pozostałego czasu wykonania (estymowanego).
```
'''

Dla liczby p > 2, funkcja zwraca True jeżeli 2^p-1 jest pierwsza, w innym razie zwraca False

'''

from
 
gmpy2
 
import
 
*

from
 
datetime
 
import
 
*

def
 
Lucas_Lehmer
(
p
):

    
s
 
=
 
xmpz
(
4
)

    
M
 
=
 
xmpz
(
2
 
**
 
p
)
 
-
 
1

    
startt
 
=
 
datetime
.
now
()

    
for
 
i
 
in
 
range
(
0
,
 
p
 
-
 
2
):

        
time_elapsed
 
=
 
datetime
.
now
()
 
-
 
startt

        
speed
 
=
 
i
 
/
 
(
time_elapsed
.
total_seconds
()
 
+
 
1
)

        
remaining
 
=
 
(
p
 
-
 
2
 
-
 
i
)
 
/
 
(
speed
 
+
 
1
)

        
if
 
i
 
%
 
int
(
speed
 
+
 
1
)
 
==
 
0
:

            
print
(
'Czas pozostały (hh:mm:ss.ms) 
{}
 czas wykonywania 
{}
'
.
format
(
timedelta
(
seconds
=
remaining
),
 
time_elapsed
))

        
if
 
(
s
.
bit_length
()
 
<=
 
p
):

            
# Podstawowa wersja algorytmu dla s o bitach <= p

            
s
 
=
 
s
 
*
 
s
 
-
 
2

            
s
 
=
 
f_mod
(
s
,
 
M
)

        
else
:

            
# Optymalizacja dla s bitów > p

            
s
 
=
 
s
 
*
 
s
 
-
 
2

            
md
 
=
 
s
.
bit_length
()
 
%
 
2

            
right
 
=
 
s
.
bit_length
()
 
//
 
2
 
+
 
md

            
left
 
=
 
s
.
bit_length
()
 
//
 
2

            
s
 
=
 
s
[
0
:
right
]
 
+
 
f_mod
(
s
[
left
:],
 
M
)

    
if
 
s
 
==
 
0
:

        
return
 
True

    
else
:

        
return
 
False

```